# Discografie van Donnie
Hieronder volgt de discografie van de Nederlandse rapper Donnie, met name zijn albums, mixtapes en ep's, zijn singles en zijn Top 2000-noteringen. 

## Albums, mixtapes en ep's
- 2014: Leipie van het plein, mixtape
- 2015: Mannelogie, album
- 2016: Loei ordinair, mixtape
- 2016: Kwart voor monnie, ep
- 2017: BFMJT, album
- 2018: M van Marketing, mixtape met Joost Klein
- 2019: Door het licht, album
- 2022: Vader / Strijder, album
- 2023: De Kibbelingsound, album

### Hitnoteringen
| Album                       | Verschijnen     | Label           | Hitlijsten | Hitlijsten | Hitlijsten | Hitlijsten | Opmerkingen                              |
| Album                       | Verschijnen     | Label           | BE (VL)    | BE (VL)    | NL         | NL         | Opmerkingen                              |
| Album                       | Verschijnen     | Label           | Piek       | Weken      | Piek       | Weken      | Opmerkingen                              |
| --------------------------- | --------------- | --------------- | ---------- | ---------- | ---------- | ---------- | ---------------------------------------- |
| Loei ordinair               | 15 april 2016   | Magnetron Music | —          | —          | 99         | 1          | Studioalbum                              |
| BFMJT                       | 2 juni 2017     | Magnetron Music | —          | —          | 73         | 1          | Studioalbum                              |
| M van Marketing (met Joost) | 3 augustus 2018 | Made            | 79         | 2          | 10         | 4          | Studioalbum                              |
| Door het licht              | 15 maart 2019   | Top Notch       | —          | —          | 22         | 2          | Studioalbum                              |
| De kibbelingsound           | 28 april 2023   | 8ball Music     | —          | —          | 38         | 13         | Studioalbum / Dubbelplatina in Nederland |

## Singles
- 2015: Koud als ik je zoen met Vieze Fur
- 2015: Batras ft. Zjack
- 2015: Mentaal (Raya van Mattaveld)
- 2016: Winkeltje
- 2016: Post Malone
- 2017: De tuinslang
- 2017: 180 linkerbaan met Raymond van Barneveld
- 2017: René Froger met Joost
- 2017: Bezem met Joost
- 2017: LANGE (Famke Louise Remix) met Joost feat. Arroe
- 2018: Jaap Eden
- 2018: Snelle planga feat. Yassin[1]
- 2018: Parmezaan & linkerbaan
- 2018: Frikandelbroodje
- 2018: Stoney
- 2018: Knalplanga
- 2019: Kwijt
- 2019: Leven voor de Rave samen met Partysquad en Outsiders (dj)
- 2020: Special Price met bbno$
- 2020: Kerstmis medley
- 2021: Snap je
- 2023: Dat kan je niet kopen met René Froger
- 2023: Schultenbräu met Chantal Janzen voor Qmusic[2]
- 2023: Dakkie Open met Roxeanne Hazes
- 2023: Hier Mag Alles met Marco Schuitmaker
- 2024: Geef die Pizza
- 2024: De Vegetarische Schlager
- 2024: Engelengezang met Snollebollekes
- 2024: Zij Begrijpt Het met Marco Schuitmaker
- 2024: Space Piloot met Ammar
- 2024: Losse  Pols met Marco Schuitmaker, Russo en Lassa
- 2025: Boerenlan met Joost Klein
- 2025: Nachtenlang met Yves Berendse

### Hitnoteringen
| Lied                                                             | Verschijnen      | Album                                                      | Hitlijsten | Hitlijsten | Hitlijsten  | Hitlijsten  | Hitlijsten   | Hitlijsten   | Opmerkingen                     |
| Lied                                                             | Verschijnen      | Album                                                      | BE (VL)    | BE (VL)    | NL (Top 40) | NL (Top 40) | NL (Top 100) | NL (Top 100) | Opmerkingen                     |
| Lied                                                             | Verschijnen      | Album                                                      | Piek       | Weken      | Piek        | Weken       | Piek         | Weken        | Opmerkingen                     |
| ---------------------------------------------------------------- | ---------------- | ---------------------------------------------------------- | ---------- | ---------- | ----------- | ----------- | ------------ | ------------ | ------------------------------- |
| De tuinslang                                                     | 10 februari 2017 | BFMJT                                                      | tip9       | —          | —           | —           | —            | —            |                                 |
| Snelle planga                                                    | 20 april 2018    | —                                                          | tip        | —          | —           | —           | 54           | 1            |                                 |
| Barry Hayze (met Willie Wartaal)                                 | 15 maart 2019    | Door het licht                                             | —          | —          | tip4        | —           | 62           | 3            | Goud in Nederland               |
| Geen centen, maar spullen (met Frans Bauer)                      | 17 januari 2020  | —                                                          | —          | —          | tip5        | —           | 65           | 1            |                                 |
| Skaffa (met Bizzey en Poke)                                      | 13 maart 2020    | —                                                          | —          | —          | —           | —           | 60           | 3            |                                 |
| Quarantaine                                                      | 19 maart 2020    | —                                                          | tip        | —          | tip23       | —           | —            | —            |                                 |
| Gewoon goed (met Brunzyn en Joost)                               | 9 februari 2021  | Albino sports, vol. 1 (van Brunzyn en Joost)               | tip        | —          | —           | —           | —            | —            |                                 |
| Frans Duits (met Frans Duijts)                                   | 26 maart 2021    | De kibbelingsound                                          | tip        | —          | 19          | 14          | 10           | 36           | Dubbelplatina in Nederland      |
| Dit is de tijd (met Gerard Joling)                               | 9 juli 2021      | —                                                          | —          | —          | tip24       | —           | —            | —            |                                 |
| Bon gepakt (met René Froger)                                     | 3 september 2021 | De kibbelingsound                                          | —          | —          | 5           | 11          | 3            | 63           | Driemaal platina in Nederland   |
| Bieber van de kroeg (met Mart Hoogkamer)                         | 25 februari 2022 | De kibbelingsound                                          | —          | —          | 22          | 9           | 6            | 36           | Platina in Nederland            |
| Vanavond (Uit m'n bol) (met Kris Kross Amsterdam en Tino Martin) | 25 maart 2022    | De kibbelingsound, Dit is het levenslied (van Tino Martin) | —          | —          | 7           | 12          | 2            | 69           | Dubbelplatina in Nederland      |
| Toppie (met De Toppers)                                          | 12 augustus 2022 | De kibbelingsound                                          | —          | —          | tip23       | —           | —            | —            |                                 |
| Koffie of thee (met Frans Duijts)                                | 13 januari 2023  | De kibbelingsound                                          | —          | —          | tip18       | —           | —            | —            |                                 |
| Der af (Oya lélé) (met Kris Kross Amsterdam en Roxeanne Hazes)   | 9 februari 2023  | —                                                          | —          | —          | 36          | 3           | 29           | 7            |                                 |
| Dat kan je niet kopen (met René Froger)                          | 14 april 2023    | De kibbelingsound                                          | —          | —          | tip24       | —           | —            | —            |                                 |
| Schultenbräu (met Chantal Janzen)                                | 2 juni 2023      | De kibbelingsound                                          | —          | —          | 7           | 8           | 7            | 17           | Alarmschijf / Goud in Nederland |

## NPO Radio 2 Top 2000
Van Donnie stond alleen Bon gepakt (met René Froger) in 2022 in de NPO Radio 2 Top 2000, op plek 1865.